# Морула

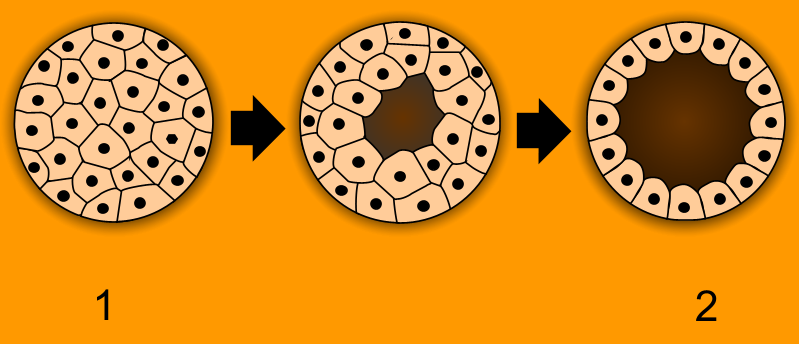
Ранні стадії ембріонального розвитку: 1 — морула, 2 — бластула

Мо́рула (лат. morula від morum — «ягода шовковиці») — найбільш рання стадія розвитку зародка багатоклітинних тварин, що виникає внаслідок дроблення яйцеклітини, передує бластулі. У цей час зародок вже складається з досить значної кількості клітин-бластомерів (32-64) і нагадує супліддя (ягоду) шовковичного дерева, але порожнина поділу ще не сформувалась.
Дроблення, що почалося ще в процесі просування зародка по матковій трубі (у людей), різко прискорюється після надходження морули в матку[джерело?].
Клітини стінок порожнини (трофобласта) в ході дроблення обростають групу бластомерів, що утворюють ембріобласт. Сукупність ембріонального диска, трофобласта і порожнини, заповненої рідиною, отримала назву зародкового міхура, або бластоцисти.